# Золь (Гларус)
Золь (нем. Sool GL) — бывшая коммуна в Швейцарии, в кантоне Гларус.
1 января 2011 года вошла в состав коммуны Гларус-Зюд.
Население составляет 302 человека (на 31 декабря 2006 года). Официальный код — 1629.

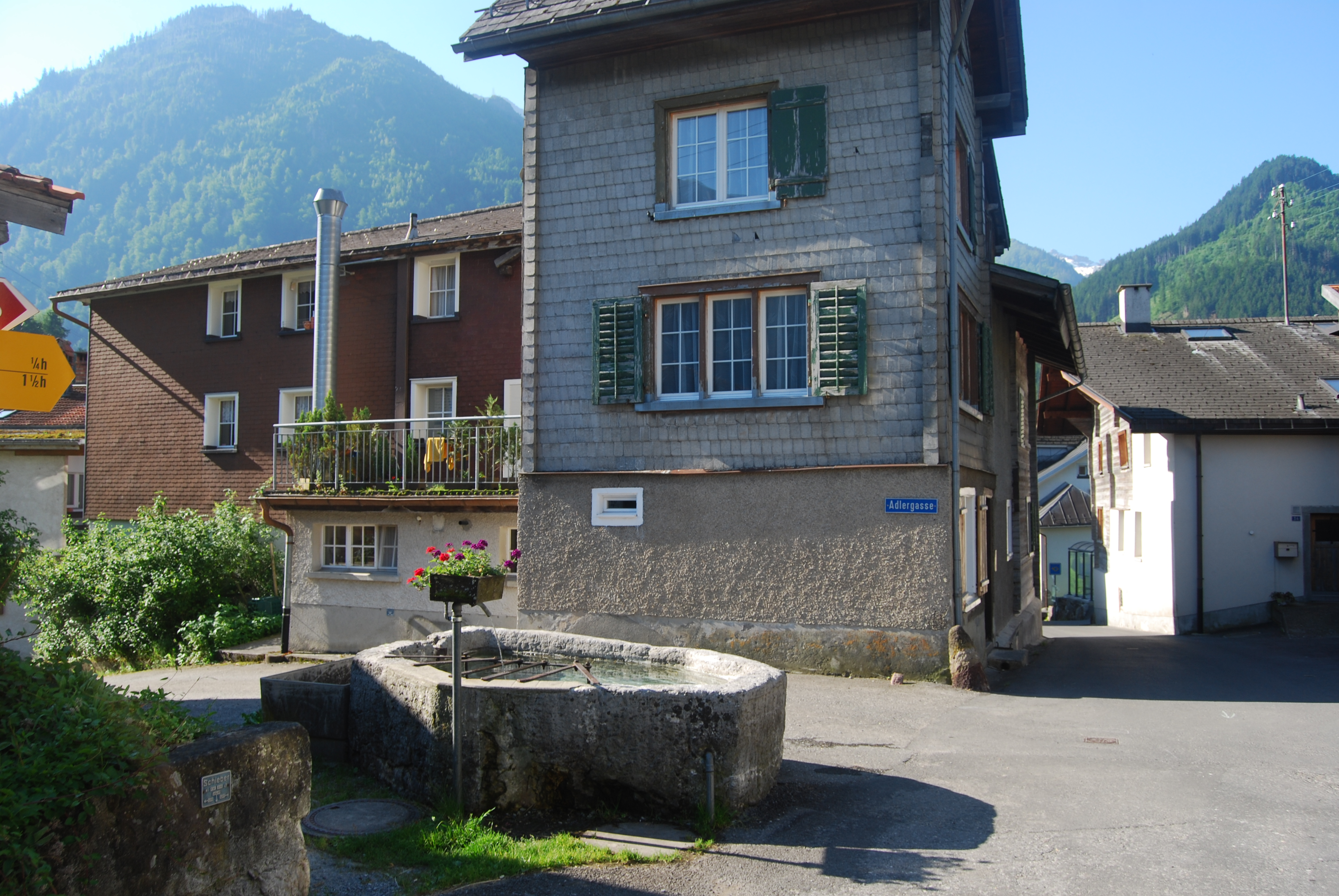
Золь